# Cella Serghi
Cella Serghi (nume real: Cella Marcoff; n. 4 noiembrie 1907, Constanța, România – d. 19 septembrie 1992, București, România) a fost o scriitoare, publicistă și traducătoare română, una dintre cele mai importante prozatoare române ale literaturii interbelice.
A debutat cu romanul Pânza de păianjen, fiind susținută de scriitori faimoși ai epocii, ca Liviu Rebreanu, Mihail Sebastian și Camil Petrescu. În anul 1977 a publicat la editura Cartea Românească un volum autobiografic intitulat Pe firul de păianjen al memoriei.

## Biografie
Născută la 22 octombrie 1907 în Constanța, într-o familie de vechi dobrogeni, fiica lui Avram Marcoff și a Carolinei. Cella Marcoff, cunoscută sub pseudonimul Cella Serghi, după prenumele bunicului Serghi Marcoff, ceasornicar pasionat de antichități, de origine bulgară, scriitoarea va rămâne atașată toată viața de farmecul ținutului natal, așa cum de altfel și mărturisește: "M-am născut la Constanța, într-o casă de pe strada Mării, și prezența mării a avut o influență deosebit de puternică asupra copilăriei mele. Despărțirea de mare, din cauza refugiului, a fost un șoc care a lăsat urme adânci. M-a urmărit nostalgia mării, dorul de mare mi-a îndurerat copilăria. Pânza de păianjen - în mare măsură autobiografică - e plină de ecourile mării, de amărăciunea acelei despărțiri. Chiar mai târziu, în fața ei, cântam marea copilăriei mele. Bunicul meu, ceasornicar, era pasionat de descoperirile care se făceau la Constanța cu prilejul săpăturilor și mi-a transmis dragostea lui pentru cioburi, ulcele, sticluțe, figurine și tot felul de obiecte din antichitate, pe care le căuta și le strângea. Tare aș fi vrut să mă joc cu ele, dar n-aveam voie decât să le mângâi sub privirea lui aspră".
Scriitoarea va continua să evoce marea, "marea e o prezență vie și o prezență de vis. Mișcarea ei necontenită, valurile care se izbeau cu disperare de stânci și toate acele schimbări de culoare, de la verdele jadului la albastru de cobalt, nisipul, aur încins, diminețile triumfătoare de la Mamaia, Cazinoul și în centru statuia lui Ovidiu, iar la câțiva pași, pe strada Traian, dugheana bunicului, ticsită de ulcele de lut ars, opaițe, amfore, sticluțe irizate, figurine ciobite, descoperite în săpăturile străvechiului Tomis, totul era făcut să incinte, să neliniștească, să tulbure, să șlefuiască sufletul unui copil".
Familia Marcoff locuiește în Constanța până în 1916, refugiindu-se în timpul războiului la Brăila, apoi la București. Clasele primare începute la Constanța sunt continuate în orașele în care familia se stabilește. Urmează la București Facultatea de Drept, luându-și licența în 1931. Încă din timpul studenției începe să lucreze, angajându-se ca secretară la un avocat. Se căsătorește cu inginerul Alfio Seni, apoi cu judecătorul Ion Bogdan. Practică un timp avocatura, fapt ce servește romancierei la cunoașterea diferitelor caractere, îmbogățind gama personajelor sale. Sub pseudonimul Gella Marin trimite ziarelor "Gazeta", de sub direcția lui Ion Pas, și "Reporter" un număr de reportaje și cronici teatrale, care s-au bucurat de mult succes. Primul său reportaj era intitulat "Week end în Bucegi". Aceste prime publicații aveau să-i deschidă Cellei Serghi perspectiva permanentei munci literare.
În 1937 apare în "Revista fundațiilor" primul fragment din romanul Pînza de păianjen, intitulat "Cele dintâi nedumeriri". Debutul este remarcabil, lucrarea fiind apreciată de Camil Petrescu și Alexandru Rosetti. De fapt, Camil Petrescu o și determinase să scrie, după cum mărturisește scriitoarea. Romanul în manuscris fusese citit în 1936 de Mihail Sebastian, care l-a recomandat lui Liviu Rebreanu. Se poate spune că talentul Cellei Serghi s-a afirmat odată cu apariția acestui roman. Așa se face că prima lucrare a autoarei a fost recomandată publicului de trei mari scriitori: Camil Petrescu, Liviu Rebreanu și Mihail Sebastian. Romanul a apărut cu o banderolă pe care scria: „Liviu Rebreanu, Camil Petrescu și Mihail Sebastian au recomandat Editurii acest roman”. Despre întâlnirea cu autorul lui "Ion" și clipa când punându-i mâna pe umăr i-a spus cu toată gravitatea "ești un scriitor", Cella Serghi își amintește întotdeauna cu emoție. De acum înainte, scriitoarea își trasează hotărât drumul spre cariera ei literară.
Este chemată să publice în "Viața românească" și "Revista Fundațiilor" de Mihai Ralea, D. I. Suchianu și Al. Rosetti, iar Eugen Lovinescu o invită la "Sburătorul". Leagă astfel multe prietenii literare. Schițele publicate în revistele amintite, având aceeași eroină - Mirona - vor deveni romanul de mai târziu "Cad zidurile", apoi în alte ediții "Cartea Mironei" sau "Mirona".
Locuiește un timp la Paris, unde continuă să scrie și să citească fragmente în grupul studenților români, fapt relatat în volumul "Mirona", care cuprinde foarte multe elemente autobiografice. Lecturile în grup sunt stimulente pentru autoare, așa cum erau și citirile la "Sburătorul pentru Hortensia Papadat Bengescu, cu care creația literară a Cellei Serghi are tangențe.
În 1945 e secretara Universității libere populare. După 1945 publică articole și schițe în revistele "Femeia", "Flacăra", "Viața românească". Romanele sale - toate bine primite de cititori, au cunoscut câte trei și patru ediții. Retipăririle confirmă odată mai mult popularitatea de care se bucură scriitoarea. Interpretă deosebită a sufletului feminin, personajele sale au găsit o largă audiență în rândul publicului. Mai toate eroinele au un destin tulburător și captivant, sunt firi complexe, parcurg drumuri deosebite în afirmarea lor socială. După cum apreciază critica literară, "ceea ce conferă originalitate scrisului Cellei Serghi este viziunea realistă a cărților sale".
În afara creației originale, Cella Serghi este și o bună traducătoare, oprindu-se însă la lucrări care se circumscriu temperamentului său artistic ("Vă place Brahms ?" de Francoise Sagan și "Casa de hârtie" de Francoise Mallet-Joris).
Creația romancierei începută în perioada de înflorire a literaturii române - perioada interbelică - este în plină ascensiune.
(Constanța Călinescu, Ion Faiter -Dimensiunile unor vocații ,Constanța [Biblioteca Județeană Constanța], 1979 ,p. 155-157)

## Opere originale
- Pânza de păianjen, roman revizuit de autoare în trei ediții succesive (în 1938, 1946 și 1971)
- Cad zidurile, 1950, roman refăcut în 1965 sub titlul Cartea Mironei și în 1972 sub titlul Mirona
- Cântecul uzinei, 1950
- S-a dumirit și Moș Ilie, 1950
- Surorile, nuvelă, 1951
- Cantemiriștii, 1954
- Fetele lui Barotă, 1958, redenumit, în ediția din 1974, Iubiri paralele
- Cartea Mironei, Editura pentru Literatură, Romane de ieri și de azi, 1967
- Gențiane, 1970
- Pe firul de păianjen al memoriei, 1977
- În căutarea somnului uriaș, povestire, 1980
- Această dulce povară, tinerețea, 1983, cu o ediție a doua revăzută, apărută postum în 1993
- Interviuri, cu douăsprezece scrisori inedite către Ilie Rad; ed. îngrijita, pref. și nota asupra ed. de Ilie Rad; 2005

## Traduceri
- Vă place Brahms? de Françoise Sagan, 1971
- Casa de hârtie de Françoise Mallet-Joris, 1972
- Celălalt de Andrée Chedid, 1977